# Notomastus aberans
Notomastus aberans är en ringmaskart som beskrevs av Francis Day 1957. Notomastus aberans ingår i släktet Notomastus och familjen Capitellidae. Inga underarter finns listade i Catalogue of Life.